# Hučiaca vyvieračka
Hučiaca vyvieračka (węg. Zúgó, pol. Huczące Wywierzysko) – silne wywierzysko u zach. podnóży Płaskowyżu Pleszywskiego w Krasie Słowacko-Węgierskim na Słowacji. Średnia wydajność wywierzyska wynosi 70 l/s.

## Położenie
Wywierzysko znajduje się w dolinie potoku Štítnik, na terenie wsi Kunova Teplica, ok. 1,5 km powyżej jej centrum. Otwór wywierzyska znajduje się pod skalnym występem, na wysokości 279 m n.p.m., nad lewym brzegiem młynówki (ramię potoku Štítnik). Uboczny wypływ znajduje się na łące, ok. 80 m na pd.-zach. od wspomnianej skały.

## Poznanie speleologiczne
Wywierzysko jest ujściem rozległego krasowego systemu jaskiniowego z aktywnym tokiem wodnym o długości ponad 1000 m. Pochodzenie wód w tym cieku nie jest znane. Należy przypuszczać, że odwadnia on znaczny rejon w północno-zachodniej części płaskowyżu. Właściwe wejście do jaskini znajduje się u szczytu sporego stożka piargowego, w rynnie, którą w piarżysku wytworzyły wody w okresach wzmożonej aktywności wywierzyska. Początkowy odcinek jaskini to w większości ciasne korytarzyki, rozwinięte w zboczowym rumowisku.
Próby przeniknięcia do systemu jaskiniowego podjęli już w 1962 r. speleolodzy z Rożniawy, osiągając odległość ok. 120 m. Ponowne podjęcie prac w 1990 r. przez czeskich speleologów z Tetína pozwoliło w następnym roku pokonać zawalony fragment oraz odkryć dalszy ciąg korytarzy z aktywnym ciekiem wodnym i rozległe sale, m.in. Tetínský dóm, Hlinitá sieň; Kankulov dóm (ta ostatnia z wyjątkowo piękną szatą naciekową). W odległości ok. 500 m od wylotu ciąg korytarzy zamykał syfon długi na 80 m i głęboki na 11 m. W roku 2008 (po pracach przygotowawczych podjętych rok wcześniej) czeskim płetwonurkom udało się pokonać syfon i osiągnąć wielką (10 x 20 x 10 m) salę z jeziorem.
Podczas prób odkrycia dalszych części systemu jaskiniowego w sierpniu tego roku, na skutek zmącenia wody w jednym z dalszych syfonów i przypadkowego przecięcia liny prowadzącej, w głębi jaskini zostało uwięzionych dwóch speleologów, Aleš Procháska i Jiří Maté. Zostali oni ewakuowani po trwającej 38 godzin akcji ratowniczej.

## Ochrona
Wywierzysko, jako istotne z punktu widzenia hydrologii, jest od 1995 r. chronione jako pomnik przyrody (słow. Prírodná pamiatka Hučiaca vyvieračka). Wejście w głąb systemu jaskiniowego jest niedostępne (zamknięcie).